# Seven Little Monsters (livro)
Seven Little Monsters é um livro infantil do escritor e ilustrador Maurice Sendak lançado em 1977. É mais conhecido por causa de sua série de animação chamada no Brasil de Os Sete Monstrinhos (2000-2003).

## Enredo
O livro apresenta um grupo de monstros, cada qual nomeado de um número de 1 á 7. Os monstros vivem próximo a um vilarejo medieval onde se divertem, sem notarem os camponeses ao seu redor frequentemente os atacando.

## Adaptações
O livro se tornou bastante conhecido após a estreia de seu desenho animado. Na versão animada alguns dos personagens foram alterados e passaram a usar roupas. No desenho, o personagem 6 foi substituído por uma monstra feminina baseada claramente na personagem Judith de Where the Wild Things Are (1963), que também é do mesmo criador.
Com o sucesso do filme de Where the Wild Things Are é bem provável que Seven Little Monsters também ganhe um filme, embora nenhum estúdio tenha se mostrado interessado no projeto.